# Kratine (Foča, BiH)
Kratine su naseljeno mjesto u općini Foča, Republika Srpska, BiH. 
Godine 1961. na popisu ne sadrži nekoliko naselja, koja su mu pripojena 1962.: Dročinje, Lubure, Ravnica, Trnjine i Visokovići (Sl.list NRBiH, br.47/62).

## Stanovništvo
| Narod     | Popis 1961. | Popis 1971. | Popis 1981. | Popis 1991. |
| --------- | ----------- | ----------- | ----------- | ----------- |
| Hrvati    |             |             |             |             |
| Muslimani | 111         | 517         | 414         | 286         |
| Srbi      | 1           | 19          | 15          | 4           |
| ostali    | 2           | 2           | 6           | 1           |
| Ukupno    | 114         | 538         | 435         | 291         |